# NCAA Division I 2022 (pallavolo maschile)
La NCAA Division I 2022 si è svolta dal 1º al 7 maggio 2022: al torneo hanno partecipato 7 squadre di pallavolo universitarie e la vittoria finale è andata per la seconda volta consecutiva alla Hawaii.

## Squadre partecipanti
| Club             | Stagione | Città           | Conference           | Qualificazione         |
| ---------------- | -------- | --------------- | -------------------- | ---------------------- |
| Ball State       | dettagli | Muncie, IN      | MIVA                 | Campione di conference |
| UC Los Angeles   | dettagli | Los Angeles, CA | MPSF                 | Ranking                |
| CSU Long Beach   | dettagli | Long Beach, CA  | Big West Conference  | Ranking                |
| Hawaii           | dettagli | Honolulu, HI    | Big West Conference  | Campione di conference |
| North Greenville | dettagli | Tigerville, SC  | Conference Carolinas | Campione di conference |
| Pepperdine       | dettagli | Malibu, CA      | MPSF                 | Campione di conference |
| Princeton        | dettagli | Princeton, NJ   | EIVA                 | Campione di conference |

## Final 7
|  | Primo turno      | Primo turno      | Primo turno |  |  | Quarti di finale | Quarti di finale | Quarti di finale |   |   | Semifinali     | Semifinali     | Semifinali |  |  | Finale | Finale | Finale |
|  |                  |                  |             |  |  |                  |                  |                  |   |   |                |                |            |  |  |        |        |        |
|  |                  |                  |             |  |  |                  |                  |                  |   |   |                |                |            |  |  |        |        |        |
|  |                  |                  |             |  |  |                  |                  |                  |   |   |                |                |            |  |  |        |        |        |
|  |                  |                  |             |  |  |                  |                  |                  |   |   |                |                |            |  |  |        |        |        |
|  |                  |                  |             |  |  |                  |                  |                  |   | 1 | CSU Long Beach | 3              |            |  |  |        |        |        |
|  |                  |                  |             |  |  |                  |                  | UC Los Angeles   | 2 |   |                |                |            |  |  |        |        |        |
|  |                  |                  |             |  |  | UC Los Angeles   | UC Los Angeles   | 3                |   |   |                |                |            |  |  |        |        |        |
|  |                  |                  |             |  |  | Pepperdine       | Pepperdine       | 1                |   |   |                |                |            |  |  |        |        |        |
|  |                  |                  |             |  |  |                  |                  |                  |   |   | 1              | CSU Long Beach | 0          |  |  |        |        |        |
|  |                  |                  |             |  |  |                  |                  | Hawaii           | 3 |   |                |                |            |  |  |        |        |        |
|  |                  |                  |             |  |  |                  |                  |                  |   |   |                |                |            |  |  |        |        |        |
|  |                  |                  |             |  |  |                  |                  |                  |   |   |                |                |            |  |  |        |        |        |
|  |                  |                  |             |  |  |                  |                  |                  |   | 2 | Ball State     | 2              |            |  |  |        |        |        |
|  |                  |                  |             |  |  |                  |                  | Hawaii           | 3 |   |                |                |            |  |  |        |        |        |
|  |                  |                  |             |  |  | Hawaii           | Hawaii           | 3                |   |   |                |                |            |  |  |        |        |        |
|  | Princeton        | Princeton        | 0           |  |  | North Greenville | North Greenville | 0                |   |   |                |                |            |  |  |        |        |        |
|  | North Greenville | North Greenville | 3           |  |  |                  |                  |                  |   |   |                |                |            |  |  |        |        |        |

### Primo turno
| 1º maggio 2022 Pauley Pavilion, Los Angeles Durata: 1h:59 - Spettatori: 538 | Princeton | 0 - 3 | North Greenville | 21-25, 18-25, 38-40 |

### Quarti di finale
| 3 maggio 2022 Pauley Pavilion, Los Angeles Durata: 2h:05 - Spettatori: 1 814 | UC Los Angeles | 3 - 1 | Pepperdine       | 25-23, 22-25, 26-24, 25-19 |
| 3 maggio 2022 Pauley Pavilion, Los Angeles Durata: 1h:20 - Spettatori: 1 814 | Hawaii         | 3 - 0 | North Greenville | 25-15, 25-17, 25-16        |

### Semifinali
| 5 maggio 2022 Pauley Pavilion, Los Angeles Durata: 2h:23 - Spettatori: 4 430 | CSU Long Beach | 3 - 2 | UC Los Angeles | 18-25, 18-25, 25-15, 25-10, 16-14 |
| 5 maggio 2022 Pauley Pavilion, Los Angeles Durata: 2h:43 - Spettatori: 4 430 | Ball State     | 2 - 3 | Hawaii         | 26-28, 25-19, 25-20, 20-25, 11-15 |

### Finale
| 7 maggio 2022 Pauley Pavilion, Los Angeles Durata: 1h:50 - Spettatori: 5 784 | CSU Long Beach | 0 - 3 | Hawaii | 22-25, 21-25, 20-25 |

## Premi individuali
| Premio              | Giocatore          | Squadra        |
| ------------------- | ------------------ | -------------- |
| MVP                 | Spyridōn Chakas    | Hawaii         |
| All-Tournament Team | Dīmītrīs Mouchlias | Hawaii         |
| All-Tournament Team | Jakob Thelle       | Hawaii         |
| All-Tournament Team | Aleksandăr Nikolov | CSU Long Beach |
| All-Tournament Team | Spencer Olivier    | CSU Long Beach |
| All-Tournament Team | Ethan Champlin     | UC Los Angeles |
| All-Tournament Team | Quinn Isaacson     | Ball State     |